# Darvinizem
Darvinizem je posebna oblika pozitivizma, katere utemeljitelj je Charles Darwin s svojim delom O izvoru vrst.
V tem svojem delu je Darwin postavil temelj nauku o evoluciji, ki temelji na naravnem izboru najmočnejših predstavnikov določene vrste. Po tem nauku je »boj za obstanek« najučinkovitejša oblika naravnega selekcioniranja, tako, da se ohranijo le najsposobnejši predstavniki vrste ter se tako le oni dalje razvijajo.
Darvinizem tako negira romantično podobo narave kot matere in jo predstavlja kot nesentimentalnega vzgojitelja.
Darvinizem je močno vplival na filozofsko podobo sveta Herberta Spencerja ter ostale pozitivistično deduktivne filozofe.